# 红果树
红果树（学名：Stranvaesia davidiana），又叫斯脱兰威木，为蔷薇科红果树属下的一个植物种。生长于中国云南、广西、贵州、四川、江西、陕西、甘肃和越南。常见于海拔1000-3000米的山坡、山顶、路旁及灌木丛中。